# Liste der Monuments historiques in Épeugney
Die Liste der Monuments historiques in Épeugney führt die Monuments historiques in der französischen Gemeinde Épeugney auf.

## Liste der Objekte
| Bezeichnung              | Beschreibung | Standort                        | Kennzeichnung | Schutzstatus | Datum | Bild           |
| ------------------------ | --- | ------------------------------- | ------------- | ------------ | ----- | -------------- |
| Sechs Kerzenständer      | Kupfer, 18. Jahrhundert | in der Kirche St-Étienne (Lage) | PM25000687    | Classé       | 1979  |                |
| Kanzel                   | Holz, farbig gefasst und vergoldet, 18. Jahrhundert | in der Kirche St-Étienne (Lage) | PM25000688    | Classé       | 1979  | weitere Bilder |
| Zwei Seitenaltäre        | jeweils der Retabel; Holz, farbig gefasst und vergoldet, 18. und 19. Jahrhundert | in der Kirche St-Étienne (Lage) | PM25000689    | Classé       | 1979  |                |
| Prozessionskreuz         | Bronze, Kupfer, Silber, Holz, 16. Jahrhundert | in der Kirche St-Étienne (Lage) | PM25000690    | Classé       | 1979  |                |
| Kelch und Patene         | Silber, vergoldet, 18. Jahrhundert | in der Kirche St-Étienne (Lage) | PM25000691    | Classé       | 1979  |                |
| Monstranz                | Silber, vergoldet, 18. Jahrhundert, Goldschmied Antoine Nouveau | in der Kirche St-Étienne (Lage) | PM25000692    | Classé       | 1979  |                |
| Gittertür                | Schmiedeeisen, bezeichnet 1759 | in der Kirche St-Étienne (Lage) | PM25000693    | Classé       | 1982  |                |
| Hauptaltar               | Altartisch, Altaraufbau, Tabernakel, Retabel, Gemälde und vier Skulpturen; Holz, farbig gefasst und vergoldet, Ölfarbe auf Leinwand, 18. und 19. Jahrhundert; das Gemälde nach Charles Lebrun | in der Kirche St-Étienne (Lage) | PM25001653    | Classé       | 1979  |                |
| Skulptur eines Priesters | Holz, vergoldet, 18. Jahrhundert | in der Kirche St-Étienne (Lage) | PM25002100    | Inscrit      | 1979  |                |
| Altarkreuz               | Kupfer, 18. Jahrhundert | in der Kirche St-Étienne (Lage) | PM25002101    | Inscrit      | 1979  |                |
| Kruzifix                 | Holz, 18. Jahrhundert | in der Kirche St-Étienne (Lage) | PM25002102    | Inscrit      | 1981  |                |
| Gemälde Maria immaculata | Ölfarbe auf Leinwand, Holzrahmen, 18. Jahrhundert | in der Kirche St-Étienne (Lage) | PM25002103    | Inscrit      | 1981  |                |
| Glocke                   | Bronze, 1775 gegossen | in der Kirche St-Étienne (Lage) | PM25000686    | Classé       | 1943  |                |